# Erkki Kannosto
Erkki Kalevi Kannosto, född 4 september 1945 i Tammerfors, är en finländsk skulptör. 
Kannosto studerade vid Finlands konstakademis skola 1966–1970. Han är känd för sina skulpturer i stål, brons, marmor och terrakotta, men också som tecknare. Han ställde ut första gången i Ateneum 1970 och var vid denna tid påverkad av popkonsten och använde till exempel akryl som material. Han betecknades i ett tidigt skede som en skildrare av revolutionära krafter. Han har utfört ovanligt många offentliga skulpturer och monument, bland annat över röda fångar från finska inbördeskriget i Lahtis 1978 och bildhuggaren Johannes Takanen i Vederlax 1985.
I sina figurativa småskulpturer har Kannosto fångat karikerade och lekfulla gestalter i rörelse och olika ställningar från backhoppare till Stålmannen. Kannosto är känd för sina medaljer och smycken. Han har utfört bland annat Topeliusmedaljen i anledning av jubileumsåret 1998.
Kannosto har verkat som lärare vid Konstindustriella högskolan sedan 1974 samt vid Tekniska högskolan i Tammerfors och konstskolan i Lahtis på 1970-talet.

## Utmärkelser
- Riddartecknet av Finlands Lejons orden,  4 november 2014[1]

[Redigera Wikidata]